# Ässjön, Västergötland
Ässjön är en sjö i Ale kommun i Västergötland och ingår i Göta älvs huvudavrinningsområde. En mindre del av sjön ligger i naturreservatet Risvedens vildmark.